# 邸子健
邸子健（Di Zijian，2001年2月27日—），中国男子羽毛球运动员。

## 簡歷
2018年4月，邸子健出戰中國陵水羽毛球大師賽，與王昶合作拿得男子雙打比賽亞軍。
2022年2月，邸子健被爆出涉嫌参与赌球，但未得到官方证实，而随后他也淡出了中国国家队。

## 主要比賽成績
只列出曾進入準決賽的國際賽事成績：
| 年份   | 賽事                        | 公開賽級別 | 項目     | 搭檔   | 成績   |
| ------ | --------------------------- | ---------- | -------- | ------ | ------ |
| 2017年 | 亞洲青年羽毛球錦標賽        | 其他       | 男子雙打 | 王昶   | 金牌   |
| 2017年 | 世界青年羽毛球錦標賽        | 其他       | 混合團體 | －     | 金牌   |
| 2017年 | 世界青年羽毛球錦標賽        | 其他       | 男子雙打 | 王昶   | 銀牌   |
| 2018年 | 中國陵水羽毛球大師賽        | 超級100賽  | 男子雙打 | 王昶   | 亞軍   |
| 2018年 | 中國陵水羽毛球大師賽        | 超級100賽  | 混合雙打 | 李怡婧 | 準決賽 |
| 2018年 | 加拿大羽毛球公開賽          | 超級100賽  | 男子雙打 | 王昶   | 準決賽 |
| 2018年 | 亞洲青年羽毛球錦標賽        | 其他       | 混合團體 | －     | 金牌   |
| 2018年 | 亞洲青年羽毛球錦標賽        | 其他       | 男子雙打 | 王昶   | 金牌   |
| 2018年 | 世界青年羽毛球錦標賽        | 其他       | 混合團體 | －     | 金牌   |
| 2018年 | 世界青年羽毛球錦標賽        | 其他       | 男子雙打 | 王昶   | 金牌   |
| 2019年 | 中國陵水羽毛球大師賽        | 超級100賽  | 男子雙打 | 王昶   | 準決賽 |
| 2019年 | 亞洲青年羽毛球錦標賽        | 其他       | 混合團體 | －     | 銅牌   |
| 2019年 | 亞洲青年羽毛球錦標賽        | 其他       | 男子雙打 | 王昶   | 銀牌   |
| 2019年 | 世界青年羽毛球錦標賽        | 其他       | 混合團體 | －     | 銀牌   |
| 2019年 | 世界青年羽毛球錦標賽        | 其他       | 男子雙打 | 王昶   | 銀牌   |
| 2019年 | 薩洛盧羽毛球公開賽          | 超級100賽  | 男子雙打 | 王昶   | 冠軍   |
| 2019年 | 赛义德·莫迪国际羽毛球锦标赛 | 超級300賽  | 男子雙打 | 王昶   | 準決賽 |
| 2021年 | 湯姆斯杯                    | 其他       | 男子團體 | －     | 銀牌   |

| 2007-2017年 | 首要超級賽 | 超級賽 | 黃金大獎賽 | 大獎賽 | 國際挑戰賽 | 國際系列賽 | 未來系列賽 | 其他 |

| 2018-2026年 | 總決賽 | 超級1000賽 | 超級750賽 | 超級500賽 | 超級300賽 | 超級100賽 | 國際挑戰賽 | 國際系列賽 | 未來系列賽 | 其他 |

### 奧運會和世錦賽參賽紀錄
|          | 搭檔 | 2021 |
| -------- | ---- | ---- |
| 男子雙打 | 王昶 | 48強 |